# Scott Clements
Scott Clements (Mount Vernon, 19 luglio 1981) è un giocatore di poker statunitense.

## Poker
Clements ha vinto due braccialetti delle WSOP, vincendo il torneo $3,000 Omaha Hi-Lo nel 2006 e il torneo $1,500 Pot-Limit Omaha nel 2007. Inoltre nel 2006 ha vinto il Canadian Open Championship del World Poker Tour vincendo oltre C$250,000. Nel 2007 vince la tappa North American Poker Championship del World Poker Tour per C$1.456.585.
A settembre 2016, il totale delle sue vincite nei tornei live si attesta pari a $7,153,623, di cui $2,819,570 vinti alle WSOP.

## Braccialetti delle World Series of Poker
| Anno | Torneo                               | Premio (US$) |
| ---- | ------------------------------------ | ------------ |
| 2006 | $3,000 Omaha Hi-Lo Split 8-or-better | $301,175     |
| 2007 | $1,500 Pot-Limit Omaha               | $194,206     |